# شافيو أحمد
شافيو أحمد مواليد 16 مارس 1987 في المالديف، هو لاعب كرة قدم مالديفي. يلعب لصالح نادي فالنسيا المالديفي كمدافع.

## المسيرة الاحترافية

### أندية لعب لها
- نادي فالنسيا
- نادي فيكتوري
- نادي نيو راديانت